# Tita Supita
Tita Supita (ur. 1987) w Subangu – indonezyjska wspinaczka sportowa. Specjalizowała się w prowadzeniu oraz we wspinaczce na czas. Wielokrotna medalistka mistrzostw Azji, czterokrotna mistrzyni Azji we wspinaczce sportowej na czas.

## Kariera sportowa
Na plażowych igrzyskach azjatyckich we wspinaczce sportowej w chińskim Haiyangu w 2012 oraz w 2014 w tajlandzkim Phuket zdobyła srebrne medale w drużynowej wspinacze na czas. W 2014 indywidualnie w konkurencji na czas zdobyła brązowy medal.
Dwukrotna indywidualna mistrzyni Azji we wspinaczce sportowej w latach 2014 i 2015. Dwukrotnie drużynowa mistrzyni Azji w sztafecie na czas w 2015 i w 2016. W Teheranie w 2013 zdobyła srebrny, a w 2016 brązowy medal indywidualnie w konkurencji na czas.

## Osiągnięcia

### Mistrzostwa świata
| Konkurencje        | 2014 |
| Wspinaczka na czas | 17   |

### Mistrzostwa Azji
| Konkurencje        | 2012 | 2013 | 2014 | 2015 | 2016 |
| Prowadzenie        | —    | 7    | —    | —    | —    |
| Wspinaczka na czas | 4    | 2    | 1    | 1    | 3    |
| Sztafeta na czas   | —    | —    | —    | 1    | 1    |

### Plażowe igrzyska azjatyckie
| Konkurencje        | 2012 | 2014 |
| Wspinaczka na czas | 4    | 3    |
| Sztafeta na czas   | 2    | 2    |